# Sông Đá Giăng
Sông Đá Giăng là phụ lưu nhỏ của sông Tiên. Sông Đá Giăng chảy ở xã Tiên Cảnh huyện Tiên Phước tỉnh Quảng Nam, Việt Nam .

## Sự cố môi trường dân sinh
Ngày 1/5/2018 một nhóm thanh niên ở thị xã Điện Bàn khoảng 20 người rủ nhau đến khu vực sông Đá Giăng để chơi và chụp ảnh. Một người trượt chân ngã xuống sông, một người thấy vậy xuống cứu, nhưng không may cả hai đều chết đuối .